# Rue Lairesse
La rue Lairesse est une rue de la ville belge de Liège faisant partie du quartier administratif du Longdoz.

## Odonymie
Cette rue rend hommage depuis 1863 à Gérard de Lairesse (1641-1711), peintre liégeois de renom qui vécut une grande partie de sa vie à Amsterdam.

## Localisation
Cette artère plate d'une longueur d'environ 493 m se trouve sur la rive droite de la Dérivation et relie la très ancienne rue Basse-Wez aux rues Grétry et Natalis. La voirie marque un léger virage à hauteur du carrefour avec la rue Deveux et applique un sens unique de circulation automobile de la rue Grétry vers la rue Basse-Wez.

## Architecture
Au no 37, se trouve la maison Rogister réalisée en 1902 en style Art nouveau par l'architecte Victor Rogister..

## Rues adjacentes
- Rue Valdor
- Rue Basse-Wez
- Rue Théodore Bouille
- Rue Douffet
- Rue Deveux
- Rue du Fer
- Rue Grétry
- Rue Natalis